# Mistrzostwa Europy w Piłce Siatkowej Kobiet 2013 (składy)
Artykuł grupuje składy wszystkich reprezentacji narodowych w piłce siatkowej, które wystąpiły w Mistrzostwach Europy w Piłce Siatkowej Kobiet 2013 odbywających się w Niemczech oraz Szwajcarii.
- Przynależność klubowa i wiek na 6 września 2013.
- Zawodniczki oznaczone literą K to kapitanowie reprezentacji.
- Legenda: 
 Nr - numer zawodniczki
 A - atakująca 
 L - libero 
 P - przyjmująca 
 R - rozgrywająca 
 Ś - środkowa

## Azerbejdżan
Trener: Faig Garajew
Asystent: Aleksandr Czerwjakow
| Nr | Imię i nazwisko       | Data urodzenia (wiek) | Wzrost (cm) | Klub           | Pozycja |
| -- | --------------------- | --------------------- | ----------- | -------------- | ------- |
| 2  | Kseniya Kovalenko     | 21.11.1986 (26)       | 190         | Azərreyl Baku  | Ś       |
| 3  | Anastasiya Qurbanova  | 04.12.1989 (23)       | 188         | Baku VK        | P       |
| 5  | Odina Əliyeva         | 22.05.1990 (23)       | 183         | Azərreyl Baku  | A       |
| 6  | Ayşən Əbdüləzimova    | 11.04.1993 (20)       | 184         | Lokomotiv Baku | Ś       |
| 7  | Yelena Parxomenko     | 11.09.1982 (30)       | 186         | Baku VK        | Ś       |
| 8  | Natəvan Qasımova      | 08.07.1985 (28)       | 177         | Baku VK        | R       |
| 9  | Natalya Məmmədova (K) | 02.12.1984 (28)       | 195         | Omiczka Omsk   | P       |
| 12 | Valeriya Korotenko    | 29.01.1984 (29)       | 174         | Azərreyl Baku  | L       |
| 15 | Aynur Kərimova        | 07.12.1988 (24)       | 186         | Baku VK        | Ś       |
| 16 | Oksana Kiselyova      | 30.05.1992 (21)       | 176         | Baku VK        | A       |
| 17 | Polina Rəhimova       | 05.06.1990 (23)       | 198         | Azərreyl Baku  | P       |
| 18 | Şəfaqət Həbibova      | 03.08.1991 (22)       | 178         | Baku VK        | R       |

## Belgia
Trener: Gert Vande Broek
Asystent: Kris Vansnick
| Nr | Imię i nazwisko    | Data urodzenia (wiek) | Wzrost (cm) | Klub                                   | Pozycja |
| -- | ------------------ | --------------------- | ----------- | -------------------------------------- | ------- |
| 1  | Nina Coolman       | 25.01.1991 (22)       | 180         | Union Stade français-Saint-Cloud Paryż | P       |
| 2  | Britt Ruysschaert  | 27.05.1994 (19)       | 174         | Asterix Kieldrecht                     | L       |
| 3  | Frauke Dirickx     | 03.01.1980 (33)       | 185         | Impel Wrocław                          | R       |
| 4  | Valérie Courtois   | 01.11.1990 (22)       | 172         | VC Oudegem                             | L       |
| 5  | Laura Heyrman      | 17.05.1993 (20)       | 186         | LJ Volley Modena                       | Ś       |
| 6  | Charlotte Leys (K) | 18.03.1989 (24)       | 186         | Atom Trefl Sopot                       | P       |
| 9  | Freya Aelbrecht    | 10.02.1990 (23)       | 186         | RC Cannes                              | Ś       |
| 10 | Lise Van Hecke     | 01.07.1992 (21)       | 187         | River Volley Piacenza                  | A       |
| 11 | Els Vandesteene    | 30.05.1987 (26)       | 186         | UGSE Nantes Volley Féminin             | P       |
| 12 | Angie Bland        | 26.04.1984 (29)       | 182         | UGSE Nantes Volley Féminin             | Ś       |
| 14 | Hélène Rousseaux   | 25.09.1991 (22)       | 188         | LJ Volley Modena                       | P       |
| 16 | Jasmien Biebauw    | 23.09.1990 (22)       | 180         | VC Oudegem                             | R       |
| 17 | Ilka Van de Vyver  | 26.01.1993 (20)       | 170         | RC Cannes                              | R       |
| 19 | Lore Gillis        | 29.11.1988 (24)       | 188         | VC Oudegem                             | A       |

## Białoruś
Trener: Wiktor Gonczarow
Asystent: Jauhien Anycpau

| Nr | Imię i nazwisko         | Data urodzenia (wiek) | Wzrost (cm) | Klub                              | Pozycja |
| -- | ----------------------- | --------------------- | ----------- | --------------------------------- | ------- |
| 1  | Maryna Tumas            | 17.09.1984 (28)       | 188         | Beşiktaş JK                       | A       |
| 2  | Wolha Palczeuska (K)    | 06.12.1984 (28)       | 183         | Lokomotiv Baku                    | R       |
| 4  | Hanna Kalinouska        | 17.05.1985 (28)       | 189         | VfB 91 Suhl                       | Ś       |
| 5  | Wiera Klimowicz         | 29.04.1988 (25)       | 185         | Impel Wrocław                     | Ś       |
| 6  | Anastasija Harelik      | 20.03.1991 (22)       | 184         | Chimik Jużne                      | P       |
| 7  | Hanna Szauczenka        | 14.01.1979 (34)       | 186         | Minczanka Mińsk                   | Ś       |
| 9  | Natalla Cupranawa       | 28.07.1988 (25)       | 182         | Nioman Grodno                     | R       |
| 10 | Wolha Paulukouska       | 13.07.1988 (25)       | 171         | KŚ AZS Politechnika Śląska        | L       |
| 12 | Nadzieja Małasaj        | 14.12.1990 (22)       | 182         | Proton Saratów                    | Ś       |
| 13 | Wiktoryja Jemialjanczyk | 30.01.1989 (24)       | 183         | Żetysu                            | A       |
| 14 | Alena Burak             | 03.07.1993 (20)       | 177         | Minczanka Mińsk                   | L       |
| 15 | Tacciana Markiewicz     | 25.03.1988 (25)       | 185         | VK AGEL Prostějov                 | P       |
| 16 | Anżalika Barysiewicz    | 20.07.1995 (18)       | 192         | Nioman Grodno                     | Ś       |
| 17 | Kryscina Michajlenka    | 23.03.1992 (21)       | 188         | Siódemka LTS Legionovia Legionowo | A       |

## Bułgaria
Trener:  Marcello Abbondanza
Asystent: Dimo Tonew
| Nr | Imię i nazwisko          | Data urodzenia (wiek) | Wzrost (cm) | Klub                               | Pozycja |
| -- | ------------------------ | --------------------- | ----------- | ---------------------------------- | ------- |
| 1  | Diana Nenowa             | 16.04.1985 (28)       | 180         | Dinamo Bukareszt                   | R       |
| 2  | Desisława Nikołowa       | 21.12.1991 (21)       | 184         | Halkbank Ankara                    | P       |
| 4  | Łora Kitipowa            | 19.05.1991 (22)       | 182         | Azərreyl Baku                      | R       |
| 5  | Dobriana Rabadżijewa     | 14.06.1991 (22)       | 190         | Galatasaray SK                     | P       |
| 6  | Cwetelina Zarkowa        | 18.12.1986 (26)       | 187         | Dinamo Bukareszt                   | Ś       |
| 7  | Gabrieła Koewa           | 25.07.1989 (24)       | 188         | Atom Trefl Sopot                   | Ś       |
| 11 | Christina Rusewa         | 01.10.1990 (22)       | 190         | LJ Volley Modena                   | Ś       |
| 12 | Marija Karakaszewa       | 27.10.1988 (24)       | 182         | Dinamo Bukareszt                   | P       |
| 13 | Marija Filipowa          | 10.09.1982 (30)       | 178         | Lokomotiv Baku                     | L       |
| 14 | Sławina Kolewa           | 22.11.1986 (26)       | 183         | CSKA Sofia                         | P       |
| 15 | Żana Todorowa            | 06.01.1997 (16)       | 170         | Marica Płowdiw                     | L       |
| 16 | Elica Wasilewa           | 13.05.1990 (23)       | 190         | Incheon Heungkuk Life Pink Spiders | P       |
| 17 | Straszimira Filipowa (K) | 18.08.1985 (28)       | 196         | Fakieł Nowy Urengoj                | Ś       |
| 18 | Emilija Nikołowa         | 26.12.1991 (21)       | 188         | Imoco Volley                       | A       |

## Chorwacja
Trener: Igor Lovrinov
Asystent: Marijo Bašelović
| Nr | Imię i nazwisko     | Data urodzenia (wiek) | Wzrost (cm) | Klub                                | Pozycja |
| -- | ------------------- | --------------------- | ----------- | ----------------------------------- | ------- |
| 1  | Senna Ušić-Jogunica | 14.05.1986 (27)       | 188         | Eczacıbaşı Stambuł                  | P       |
| 2  | Ana Grbac           | 23.03.1988 (25)       | 187         | Unendo Yamamay Busto Arsizio        | R       |
| 6  | Mira Topić          | 02.06.1983 (30)       | 189         | Tiumeń TjumGU                       | P       |
| 7  | Bernarda Ćutuk      | 22.12.1990 (22)       | 188         | SC Poczdam                          | Ś       |
| 8  | Mia Jerkov          | 05.12.1982 (30)       | 190         | Bursa Büyükşehir Belediyesi         | P       |
| 10 | Ivana Miloš         | 07.03.1986 (27)       | 188         | Igor Gorgonzola Novara              | Ś       |
| 11 | Sanja Popović (K)   | 31.05.1984 (29)       | 186         | Dinamo Moskwa                       | A       |
| 13 | Samanta Fabris      | 08.12.1992 (20)       | 190         | LJ Volley Modena                    | Ś       |
| 15 | Bernarda Brčić      | 12.05.1991 (22)       | 178         | Chateau d'Ax Urbino                 | R       |
| 16 | Martina Malević     | 07.12.1990 (22)       | 170         | Lokomotiv Baku                      | L       |
| 17 | Jelena Alajbeg      | 01.10.1989 (23)       | 183         | İller Bankası Bayan Voleybol Takımı | A       |
| 18 | Maja Poljak         | 02.05.1983 (30)       | 194         | Eczacıbaşı Stambuł                  | Ś       |

## Czechy
Trener:  Carlo Parisi
Asystent:  Marco Musso
| Nr | Imię i nazwisko      | Data urodzenia (wiek) | Wzrost (cm) | Klub                              | Pozycja |
| -- | -------------------- | --------------------- | ----------- | --------------------------------- | ------- |
| 1  | Andrea Kossanyiová   | 06.08.1993 (20)       | 184         | VK AGEL Prostějov                 | P       |
| 2  | Eva Hodanová         | 18.12.1993 (19)       | 189         | PVK Olymp Praga                   | P       |
| 3  | Kristýna Pastulová   | 22.10.1985 (27)       | 197         | Pallavolo Antares                 | Ś       |
| 4  | Aneta Havlíčková (K) | 22.12.1990 (22)       | 190         | Fenerbahçe SK                     | A       |
| 5  | Julie Jášová         | 14.09.1987 (25)       | 179         | TV Fischbek Hamburg               | L       |
| 6  | Lucie Smutná         | 14.04.1991 (22)       | 180         | Köpenicker SC                     | R       |
| 9  | Michaela Monzoni     | 08.04.1984 (29)       | 186         | Lokomotiv Baku                    | Ś       |
| 12 | Veronika Dostálová   | 07.04.1992 (21)       | 170         | PVK Olymp Praga                   | L       |
| 13 | Tereza Vanžurová     | 04.04.1991 (22)       | 184         | Igor Gorgonzola Novara            | P       |
| 17 | Ivana Plchotová      | 28.10.1982 (30)       | 192         | Małopolski Klub Siatkówki Muszyna | L       |
| 18 | Pavla Vincourová     | 12.11.1992 (20)       | 183         | VK AGEL Prostějov                 | R       |
| 20 | Michaela Mlejnková   | 26.07.1996 (17)       | 194         | PVK Olymp Praga                   | P       |

## Francja
Trener: Fabrice Vial
Asystent: Philippe-Marie Salvan
| Nr | Imię i nazwisko      | Data urodzenia (wiek) | Wzrost (cm) | Klub                                  | Pozycja |
| -- | -------------------- | --------------------- | ----------- | ------------------------------------- | ------- |
| 1  | Myriam Kloster       | 04.08.1989 (24)       | 188         | Pays d’Aix Venelles                   | Ś       |
| 2  | Astrid Souply        | 21.07.1993 (20)       | 191         | Hainaut Volley                        | P       |
| 4  | Christina Bauer      | 01.01.1988 (25)       | 196         | Fenerbahçe SK                         | Ś       |
| 7  | Alexandra Jupiter    | 11.03.1990 (23)       | 190         | Entente Sportive Le Cannet-Rocheville | A       |
| 8  | Leyla Tuifua         | 17.10.1986 (26)       | 178         | VC Oudegem                            | R       |
| 9  | Anna Rybaczewski (K) | 23.03.1982 (31)       | 186         | Siódemka LTS Legionovia Legionowo     | P       |
| 10 | Maëva Orlé           | 08.05.1991 (22)       | 186         | Entente Sportive Le Cannet-Rocheville | Ś       |
| 12 | Déborah Ortschitt    | 10.06.1987 (26)       | 165         | RC Cannes                             | L       |
| 14 | Mallory Steux        | 24.10.1988 (24)       | 171         | Entente Sportive Le Cannet-Rocheville | R       |
| 16 | Hélène Schleck       | 13.06.1986 (27)       | 181         | Béziers Volley                        | P       |
| 17 | Élisabeth Fedèle     | 11.01.1994 (19)       | 175         | Entente Sportive Le Cannet-Rocheville | P       |
| 18 | Alexandra Rochelle   | 14.12.1983 (29)       | 168         | Béziers Volley                        | L       |

## Hiszpania

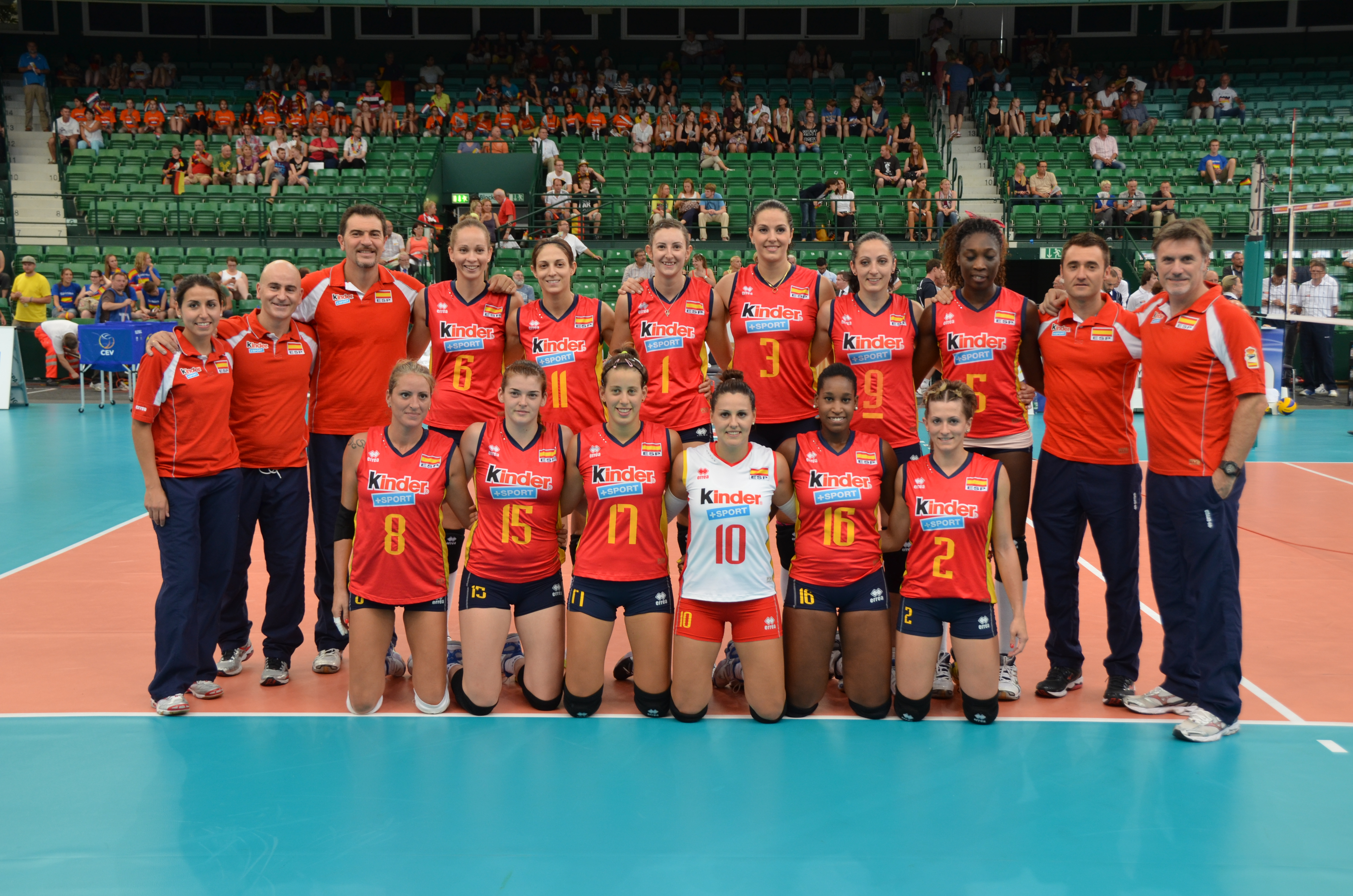
Reprezentacja Hiszpanii na Mistrzostwach Europy 2013

Trener: Francisco Hervás
Asystent: Pascual Saurín
| Nr | Imię i nazwisko            | Data urodzenia (wiek) | Wzrost (cm) | Klub                             | Pozycja |
| -- | -------------------------- | --------------------- | ----------- | -------------------------------- | ------- |
| 1  | Rocío Gómez Lopez          | 30.12.1987 (25)       | 189         | Volley Club Oxyjeunes Farciennes | A       |
| 2  | Silvia Araco               | 12.08.1989 (24)       | 170         | Club Voleibol Haro               | R       |
| 3  | Marisa Fernández           | 06.09.1982 (30)       | 178         | AEK Ateny                        | Ś       |
| 5  | Milagros Collar            | 15.04.1988 (25)       | 184         | CS Volei Alba-Blaj               | A       |
| 6  | Anna Mirtha Correa         | 19.01.1985 (28)       | 187         | Hainaut Volley                   | Ś       |
| 8  | Diana Sánchez              | 07.03.1977 (36)       | 181         | Club Voleibol J.A.V. Olímpico    | P       |
| 9  | Patricia Aranda (K)        | 27.06.1979 (34)       | 182         | Universidad Cesar Vallejo        | R       |
| 10 | Diana Castaño              | 05.04.1983 (30)       | 170         | Dauphines Charleroi              | L       |
| 11 | Encarnación García Bonilla | 04.10.1979 (33)       | 181         | CAV Murcia 2005                  | Ś       |
| 15 | Mireya Delgado             | 05.11.1991 (21)       | 180         | Club Voleibol Alcobendas         | P       |
| 16 | Jéssica Rivero             | 15.03.1995 (18)       | 180         | SC Poczdam                       | A       |
| 17 | María Segura               | 10.06.1992 (21)       | 182         | CVB Barça                        | P       |

## Holandia

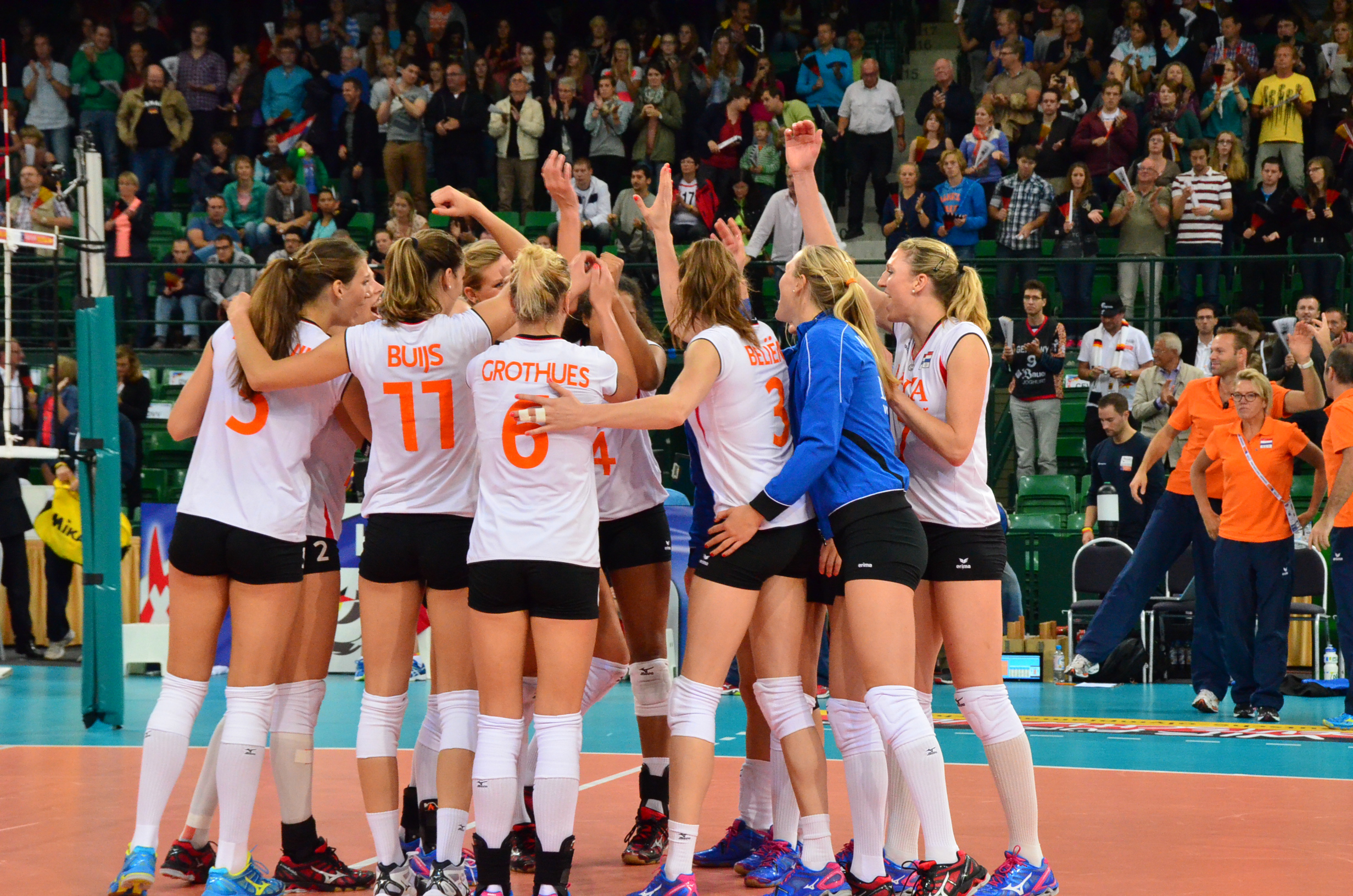
Reprezentacja Holandii na Mistrzostwach Europy 2013

Trener: Gido Vermeulen
Asystent: Ralph Post
| Nr | Imię i nazwisko    | Data urodzenia (wiek) | Wzrost (cm) | Klub                         | Pozycja |
| -- | ------------------ | --------------------- | ----------- | ---------------------------- | ------- |
| 2  | Femke Stoltenborg  | 30.07.1991 (22)       | 190         | Alemania Aachen              | R       |
| 3  | Yvon Beliën        | 28.12.1993 (19)       | 188         | Alemania Aachen              | Ś       |
| 4  | Celeste Plak       | 26.10.1995 (17)       | 190         | VV Alterno                   | P       |
| 5  | Robin de Kruijf    | 05.05.1991 (22)       | 193         | River Volley Piacenza        | Ś       |
| 6  | Maret Grothues (K) | 16.09.1988 (24)       | 180         | RC Cannes                    | P       |
| 7  | Quinta Steenbergen | 02.04.1985 (27)       | 189         | VK AGEL Prostějov            | Ś       |
| 8  | Judith Pietersen   | 03.07.1989 (24)       | 188         | Atom Trefl Sopot             | A       |
| 11 | Anne Buijs         | 02.02.1991 (22)       | 191         | Unendo Yamamay Busto Arsizio | P       |
| 12 | Manon Flier        | 08.02.1984 (29)       | 192         | İqtisadçı Baku               | A       |
| 14 | Laura Dijkema      | 18.02.1990 (23)       | 184         | Halkbank Ankara              | R       |
| 16 | Kim Renkema        | 26.08.1987 (26)       | 179         | Minerva Volley Pawia         | P       |
| 19 | Kirsten Knip       | 14.09.1992 (20)       | 176         | Sliedrecht Sport             | L       |

## Niemcy

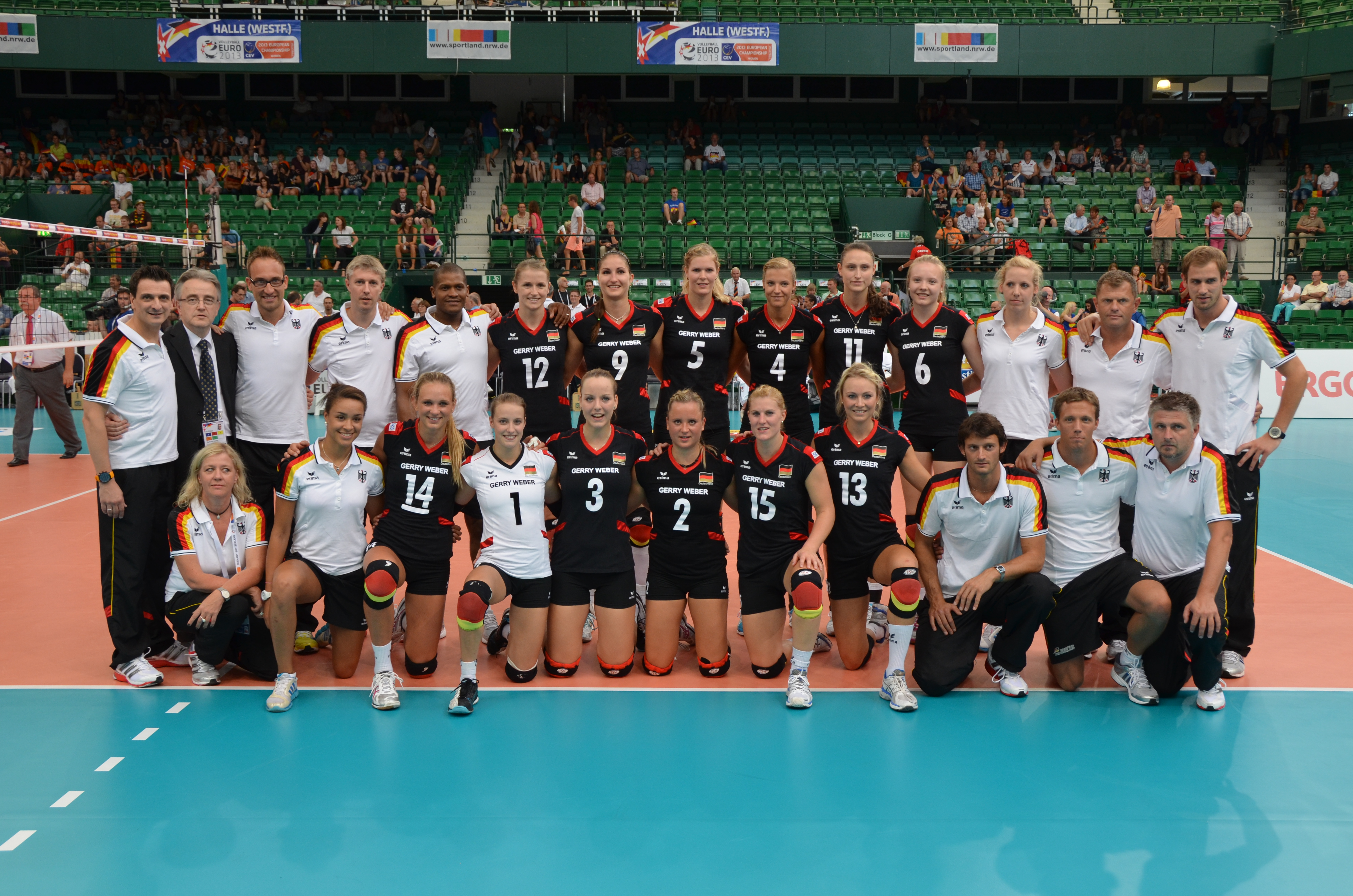
Reprezentacja Niemiec na Mistrzostwach Europy 2013

Trener:  Giovanni Guidetti
Asystent: Felix Koslowski
| Nr | Imię i nazwisko       | Data urodzenia (wiek) | Wzrost (cm) | Klub                         | Pozycja |
| -- | --------------------- | --------------------- | ----------- | ---------------------------- | ------- |
| 1  | Lenka Dürr            | 10.12.1990 (22)       | 171         | İqtisadçı Baku               | L       |
| 2  | Kathleen Weiß         | 02.02.1984 (29)       | 171         | Volley Bergamo               | R       |
| 3  | Denise Hanke          | 31.08.1989 (24)       | 179         | Eczacıbaşı Stambuł           | R       |
| 4  | Maren Brinker         | 10.07.1986 (27)       | 184         | Impel Wrocław                | P       |
| 5  | Anja Brandt           | 15.02.1990 (23)       | 195         | Schweriner SC                | Ś       |
| 6  | Jennifer Geerties     | 05.04.1994 (19)       | 186         | Rote Raben Vilsbiburg        | P       |
| 7  | Jana Franziska Poll   | 07.05.1988 (25)       | 184         | Schweriner SC                | P       |
| 9  | Corina Ssuschke-Voigt | 09.05.1983 (30)       | 189         | Lokomotiv Baku               | Ś       |
| 11 | Christiane Fürst      | 29.03.1985 (28)       | 192         | VakıfBank SK                 | Ś       |
| 12 | Heike Beier           | 09.12.1983 (29)       | 184         | BKS Aluprof Bielsko-Biała    | P       |
| 13 | Saskia Hippe          | 16.01.1991 (22)       | 185         | Schweriner SC                | A       |
| 14 | Margareta Kozuch (K)  | 30.10.1986 (27)       | 187         | Unendo Yamamay Busto Arsizio | A       |
| 15 | Lisa Thomsen          | 20.08.1985 (28)       | 172         | Schweriner SC                | L       |
| 20 | Lisa Izquierdo        | 29.08.1994 (19)       | 178         | Dresdner SC                  | P       |

## Polska
Trener: Piotr Makowski
Asystent: Maciej Kosmol
| Nr | Imię i nazwisko                 | Data urodzenia (wiek) | Wzrost (cm) | Klub                         | Pozycja |
| -- | ------------------------------- | --------------------- | ----------- | ---------------------------- | ------- |
| 1  | Dorota Medyńska                 | 25.04.1993 (20)       | 170         | Impel Wrocław                | L       |
| 2  | Maja Tokarska                   | 22.01.1991 (22)       | 194         | Igor Gorgonzola Novara       | Ś       |
| 3  | Karolina Różycka                | 28.06.1985 (27)       | 183         | Yeşilyurt                    | P       |
| 7  | Joanna Kaczor                   | 16.09.1984 (28)       | 191         | Impel Wrocław                | A       |
| 8  | Zuzanna Efimienko               | 08.08.1989 (24)       | 195         | Atom Trefl Sopot             | Ś       |
| 9  | Ewelina Sieczka                 | 26.01.1988 (25)       | 182         | Impel Wrocław                | P       |
| 11 | Kinga Kasprzak                  | 12.06.1987 (26)       | 188         | Guohua Life Shanghai         | P       |
| 12 | Milena Radecka                  | 18.10.1984 (28)       | 178         | Azərreyl Baku                | R       |
| 13 | Paulina Maj                     | 22.03.1987 (26)       | 166         | Muszynianka Muszyna          | L       |
| 14 | Joanna Wołosz                   | 07.04.1990 (23)       | 181         | Unendo Yamamay Busto Arsizio | R       |
| 15 | Agnieszka Kąkolewska            | 18.10.1994 (18)       | 197         | Impel Wrocław                | Ś       |
| 17 | Katarzyna Skowrońska-Dolata (K) | 30.06.1983 (30)       | 189         | Telecom Baku                 | A/P     |
| 18 | Katarzyna Konieczna             | 22.03.1985 (27)       | 184         | Impel Wrocław                | A       |
| 19 | Monika Martałek                 | 14.05.1990 (23)       | 187         | Impel Wrocław                | Ś       |

## Rosja
Trener: Jurij Mariczew
Asystent: Igor Kurnosow
| Nr | Imię i nazwisko         | Data urodzenia (wiek) | Wzrost (cm) | Klub                    | Pozycja |
| -- | ----------------------- | --------------------- | ----------- | ----------------------- | ------- |
| 3  | Darja Isajewa           | 29.03.1990 (23)       | 186         | Fakieł Nowy Urengoj     | A       |
| 4  | Irina Zariażko          | 04.10.1991 (21)       | 196         | Urałoczka Jekaterynburg | Ś       |
| 5  | Aleksandra Pasynkowa    | 14.04.1987 (26)       | 190         | Urałoczka Jekaterynburg | P       |
| 6  | Anna Matijenko          | 12.07.1981 (32)       | 182         | Dinamo Krasnodar        | R       |
| 7  | Swietłana Kriuczkowa    | 21.02.1985 (27)       | 174         | Dinamo Krasnodar        | L       |
| 8  | Natalja Obmoczajewa     | 01.06.1989 (24)       | 194         | Dinamo Moskwa           | A       |
| 10 | Jekatierina Pankowa (K) | 02.02.1990 (23)       | 178         | Zarieczje Odincowo      | R       |
| 11 | Wiktorija Czaplina      | 23.10.1988 (24)       | 188         | Urałoczka Jekaterynburg | P       |
| 14 | Natalja Dianska         | 07.03.1989 (24)       | 185         | Dinamo Krasnodar        | Ś       |
| 15 | Tatjana Koszelewa       | 23.12.1988 (24)       | 191         | Dinamo Moskwa           | P       |
| 16 | Julija Morozowa         | 08.01.1985 (27)       | 192         | Dinamo Moskwa           | Ś       |
| 17 | Natalja Małych          | 18.12.1993 (19)       | 187         | Zarieczje Odincowo      | P       |
| 19 | Anna Małowa             | 16.04.1990 (23)       | 175         | Ufimoczka Ufa           | L       |
| 20 | Anastasija Szlachowoj   | 05.10.1990 (22)       | 192         | Omiczka Omsk            | Ś       |

## Serbia
Trener: Zoran Terzić
Asystent: Branko Kovačević
| Nr | Imię i nazwisko     | Data urodzenia (wiek) | Wzrost (cm) | Klub                                | Pozycja |
| -- | ------------------- | --------------------- | ----------- | ----------------------------------- | ------- |
| 2  | Jovana Brakočević   | 04.03.1988 (25)       | 196         | VakıfBank SK                        | A       |
| 3  | Sanja Malagurski    | 08.06.1990 (23)       | 193         | Molico/Nestlé Osasco                | P       |
| 4  | Bojana Živković     | 29.03.1988 (25)       | 185         | İller Bankası Bayan Voleybol Takımı | R       |
| 5  | Nataša Krsmanović   | 19.06.1985 (28)       | 188         | Telecom Baku                        | Ś       |
| 6  | Tijana Malešević    | 18.03.1991 (22)       | 184         | PTPS Piła                           | L       |
| 7  | Brižitka Molnar     | 28.07.1985 (28)       | 182         | Atom Trefl Sopot                    | P       |
| 9  | Brankica Mihajlović | 15.02.1990 (23)       | 189         | Unilever Rio de Janeiro             | P       |
| 10 | Maja Ognjenović (K) | 06.08.1984 (29)       | 183         | Impel Wrocław                       | R       |
| 11 | Stefana Veljković   | 09.01.1990 (23)       | 190         | Galatasaray SK                      | Ś       |
| 12 | Jelena Nikolić      | 13.04.1982 (31)       | 194         | VakıfBank SK                        | P       |
| 13 | Ana Bjelica         | 09.07.1989 (24)       | 190         | PSPS Chemik Police                  | A       |
| 16 | Milena Rašić        | 25.10.1990 (22)       | 193         | RC Cannes                           | Ś       |
| 18 | Suzana Ćebić        | 09.11.1984 (28)       | 167         | Lokomotiv Baku                      | L       |
| 19 | Jasna Majstorović   | 23.04.1984 (29)       | 181         | Yeşilyurt                           | L       |

## Szwajcaria
Trener:  Svetlana Ilić
Asystent: Timothy Lippuner
| Nr | Imię i nazwisko     | Data urodzenia (wiek) | Wzrost (cm) | Klub                  | Pozycja |
| -- | ------------------- | --------------------- | ----------- | --------------------- | ------- |
| 1  | Kristel Marbach (K) | 14.11.1988 (24)       | 180         | Voléro Zurych         | R       |
| 3  | Laura Sirucek       | 05.04.1990 (23)       | 177         | VC Kanti Schaffhausen | P       |
| 4  | Elena Steinemann    | 08.12.1994 (18)       | 178         | VC Kanti Schaffhausen | P       |
| 5  | Martina Halter      | 09.05.1994 (19)       | 190         | FZ Luzern             | Ś       |
| 6  | Patricia Schauss    | 14.05.1988 (25)       | 188         | Voléro Zurych         | Ś       |
| 7  | Tabea Dalliard      | 18.07.1994 (19)       | 167         | NUC Volleyball        | L       |
| 8  | Sandra Stocker      | 26.12.1987 (25)       | 186         | NUC Volleyball        | Ś       |
| 9  | Nadine Jenny        | 13.06.1990 (23)       | 174         | Voléro Zurych         | L       |
| 10 | Stéphanie Bannwart  | 11.01.1991 (22)       | 184         | Sm’Aesch Pfeffingen   | R       |
| 11 | Mandy Wigger        | 04.05.1987 (26)       | 191         | Volley Köniz          | A       |
| 12 | Mélanie Pauli       | 05.05.1980 (30)       | 162         | Volley Köniz          | L       |
| 13 | Inès Granvorka      | 13.08.1991 (21)       | 177         | Voléro Zurych         | P       |
| 16 | Marina Kühner       | 26.04.1991 (22)       | 181         | Volley Köniz          | P       |
| 17 | Laura Unternährer   | 11.07.1993 (20)       | 177         | Voléro Zurych         | P       |

## Turcja
Trener:  Massimo Barbolini
Asystent: Ferhat Akbaş
| Nr | Imię i nazwisko    | Data urodzenia (wiek) | Wzrost (cm) | Klub                        | Pozycja |
| -- | ------------------ | --------------------- | ----------- | --------------------------- | ------- |
| 1  | Güldeniz Paşaoğlu  | 25.03.1986 (27)       | 180         | VakıfBank SK                | P       |
| 2  | Aslı Kalaç         | 13.12.1995 (17)       | 183         | Galatasaray SK              | Ś       |
| 3  | Gizem Karadayı     | 14.01.1987 (26)       | 178         | VakıfBank SK                | L       |
| 4  | Birgül Güler       | 02.05.1990 (23)       | 178         | Bursa Büyükşehir Belediyesi | R       |
| 5  | Ergül Avcı         | 24.07.1987 (26)       | 190         | Galatasaray SK              | Ś       |
| 6  | Polen Uslupehlivan | 27.08.1990 (23)       | 190         | VakıfBank SK                | A       |
| 7  | Seda Tokatlıoğlu   | 25.06.1986 (27)       | 192         | Fenerbahçe SK               | A/P     |
| 8  | Bahar Toksoy       | 06.02.1988 (25)       | 190         | VakıfBank SK                | Ś       |
| 9  | Özge Çemberci      | 26.06.1985 (28)       | 183         | Eczacıbaşı Stambuł          | R       |
| 10 | Gözde Sonsirma     | 26.06.1985 (28)       | 183         | VakıfBank SK                | P       |
| 11 | Naz Aydemir        | 14.08.1990 (23)       | 185         | VakıfBank SK                | R       |
| 12 | Dilara Bağcı       | 02.02.1994 (19)       | 162         | Eczacıbaşı Stambuł          | L       |
| 16 | Büşra Cansu        | 16.07.1990 (23)       | 185         | Eczacıbaşı Stambuł          | Ś       |
| 17 | Neslihan Demir (K) | 09.12.1983 (29)       | 187         | Eczacıbaşı Stambuł          | A       |

## Włochy
Trener: Marco Mencarelli
Asystent: Paolo Tofoli

| Nr | Imię i nazwisko      | Data urodzenia (wiek) | Wzrost (cm) | Klub                            | Pozycja |
| -- | -------------------- | --------------------- | ----------- | ------------------------------- | ------- |
| 1  | Indre Sorokaitė      | 02.07.1988 (25)       | 188         | Denso Airybees                  | A       |
| 2  | Cristina Barcellini  | 20.11.1986 (26)       | 186         | Imoco Volley                    | P       |
| 3  | Noemi Signorile      | 15.02.1990 (23)       | 183         | Scavolini Pesaro                | R       |
| 4  | Letizia Camera       | 01.10.1992 (20)       | 175         | Imoco Volley                    | R       |
| 6  | Monica De Gennaro    | 08.01.1987 (26)       | 172         | Imoco Volley                    | L       |
| 7  | Martina Guiggi (K)   | 01.05.1984 (29)       | 187         | Evergrande Volleyball           | Ś       |
| 9  | Caterina Bosetti     | 02.02.1994 (19)       | 183         | Molico/Nestlé Osasco            | P       |
| 10 | Raphaela Folie       | 07.03.1991 (22)       | 186         | Volley Bergamo                  | Ś       |
| 13 | Valentina Arrighetti | 26.01.1985 (28)       | 189         | Unendo Yamamay Busto Arsizio    | Ś       |
| 16 | Lucia Bosetti        | 09.07.1989 (24)       | 175         | Rebecchi Nordmeccanica Piacenza | P       |
| 17 | Valentina Diouf      | 10.01.1993 (20)       | 202         | Volley Bergamo                  | A       |
| 18 | Carolina Costagrande | 15.10.1980 (32)       | 187         | VakıfBank SK                    | P       |
| 19 | Cristina Chirichella | 10.02.1994 (19)       | 195         | Scavolini Pesaro                | Ś       |
| 20 | Alessia Gennari      | 03.11.1991 (20)       | 184         | Chieri Volley                   | L       |